# Peters Lake, Parry Sound District
Peters Lake är en sjö i Kanada.   Den ligger i Parry Sound District och provinsen Ontario, i den sydöstra delen av landet, 270 km väster om huvudstaden Ottawa. Peters Lake ligger 370 meter över havet. Arean är 0,52 kvadratkilometer. Den ligger vid sjöarna  Clam Lake Little Clam Lake och Little Peters Lake. Den sträcker sig 1,5 kilometer i nord-sydlig riktning, och 1,0 kilometer i öst-västlig riktning.
I omgivningarna runt Peters Lake växer i huvudsak blandskog. Runt Peters Lake är det mycket glesbefolkat, med 4 invånare per kvadratkilometer.